# Relais 4 × 100 mètres masculin aux Jeux olympiques d'été de 2012 (athlétisme)
Navigation
Pékin 2008 Rio 2016
L'épreuve du relais 4 × 100 mètres masculin aux Jeux olympiques de 2012 a lieu le 10 pour les séries (en fait une demi-finale) et le 11 août pour la finale dans le Stade olympique de Londres.
Elle est remportée par la Jamaïque qui améliore son propre record du monde avec un temps de 36 s 84, pour la première fois sous les 37 secondes. Les États-Unis sont classés initialement deuxièmes en 37 s 04, alors record national et deuxième meilleure performance de tous les temps, Trinité-et-Tobago quatrième et la France cinquième. Cependant, les Canadiens arrivés troisièmes sont disqualifiés pour trois pas de Jared Connaughton sur la ligne blanche intérieure du dernier virage. En mai 2015, le relais américain du 4 × 100 m perd sa médaille d'argent après la disqualification de Tyson Gay pour dopage après un contrôle de juin 2013 et une sanction qui le prive de tous ses résultats à partir de juillet 2012,. Fin juin 2015, le CIO confirme la récupération de la médaille d'argent par Trinité-et-Tobago et de la médaille de bronze par la France.

## Records
Avant cette compétition, les records dans cette discipline étaient les suivants :
| Record du monde  | 37 s 04 | Carter-Frater-Blake-Bolt     | Jamaïque   | 4 septembre 2011 | Barcelone Stuttgart |
| Record olympique | 37 s 40 | Marsh-Burrell-Mitchell-Lewis | États-Unis | 8 août 1992      | Barcelone           |

## Médaillés
| Or                                                                            | Argent                                                                          | Bronze                                                                          |
| Jamaïque Kemar Bailey-Cole Yohan Blake Usain Bolt Nesta Carter Michael Frater | Trinité-et-Tobago Keston Bledman Marc Burns Emmanuel Callender Richard Thompson | France Jimmy Vicaut Christophe Lemaitre Pierre-Alexis Pessonneaux Ronald Pognon |

## Équipes qualifiées
Au 2 juillet 2012, les seize équipes qualifiées par l'IAAF sont :
1. la Jamaïque, avec 37 s 04, record du monde, et 38 s 07, temps réalisés lors des Championnats du monde 2011 (Daegu 2011),
2. les États-Unis, avec 37 s 79 réalisé à Daegu 2011 et 37 s 90, réalisé à Lignano Sabbiadoro (WL),
3. la France, avec 38 s 20 et 38 s 38 réalisés lors des derniers Championnats du monde,
4. le Royaume-Uni, avec 38 s 29 et 38 s 35, ce dernier réalisé lors du Weltklasse de Zurich,
5. Trinité-et-Tobago, avec 37 s 91 et 38 s 89, réalisé lors des Championnats d'Amérique centrale et des Caraïbes d'athlétisme 2011 (CAC),
6. le Brésil, avec 38 s 18, réalisé en altitude lors des Jeux panaméricains et 38 s 77 réalisé lors du meeting Caixa, améliorés par un 38 s 63 à Rio de Janeiro en 2012,
7. la Pologne, avec 38 s 37 et 38 s 50, réalisés lors des derniers Championnats du monde 2011,
8. Saint-Christophe-et-Niévès, avec 38 s 47 et 38 s 49, réalisés lors des derniers Championnats du monde 2011,
9. Hong Kong, avec deux records réalisés en 2012, 38 s 47 à Taipei et 38 s 71 à Kanchanaburi,
10. le Canada, avec 38 s 65 lors du Golden Gala et 39 s 13 lors du meeting de Genève, puis amélioré en 38 s 63 lors du Golden Gala 2012,
11. l'Italie, avec 38 s 41, réalisé lors des derniers Championnats du monde 2011 et 38 s 89 lors du Golden Gala de Rome,
12. le Japon, avec 38 s 66, réalisé lors des derniers Championnats du monde et 38 s 78 lors du meeting de Kawasaki,
13. la Chine, avec 38 s 87, lors des derniers Championnats du monde et 39 s 15 lors de la 1re série des Championnats d'Asie d'athlétisme à Kobe. Lors de la deuxième manche de l'Asian Grand Prix, à Kanchanaburi, la Chine améliore son record national en 38 s 65 (Guo Fan, Liang Jiahong, Zhang Peimeng, Zheng Dongsheng) et réalise peu avant 38 s 71 à Fukuroi,
14. l'Allemagne, avec 38 s 66 réalisé lors du meeting de Ratisbonne et 38 s 92 lors des Championnats d'Europe d'athlétisme par équipes, améliorés par la deuxième place aux Championnats d'Europe d'athlétisme 2012 à Helsinki en 38 s 44, et précédemment un 38 s 41 à Weinheim,
15. l'Australie,
16. les Pays-Bas, avec les deux temps réalisés lors des Championnats d'Europe d'athlétisme 2012, dont le record national, à Helsinki est la dernière équipe à se qualifier,

Non-qualifiées :
1. l'Afrique du Sud, avec 38 s 72 lors des derniers Championnats du monde et 39 s 25 lors des Jeux universitaires à Shenzhen, améliorés en 2012 par un 39 s 08 réalisés lors des Championnats nationaux,
2. la Suisse, avec 38 s 98 (record national) et l'Australie, suivaient alors ces seize équipes.
3. au 31 mai 2012, l'Australie est qualifiée à la 14e place[5] avec les temps de 38 s 69 réalisés en demi-finale lors des derniers Championnats du monde et 38 s 84 réalisés à Fukuroi.

Autre équipe non-qualifiée :
1. le Ghana, avec 38 s 93 lors du Ghana Grand Prix à Kumasi et 38 s 95 lors des Jeux africains,
2. la Corée du Sud, avec 38 s 94[6] lors des derniers Championnats du monde et 39 s 04 lors de l'Asian Grand Prix à Jiaxing,

## Résultats

### Finale (11 août)
| Classement                          | Couloir | Pays              | Relayeurs                                                                   | Temps   | Notes    |
| ----------------------------------- | ------- | ----------------- | --------------------------------------------------------------------------- | ------- | -------- |
| Médaille d'or, Jeux olympiques      | 6       | Jamaïque          | Nesta Carter, Michael Frater, Yohan Blake, Usain Bolt                       | 36 s 84 | WR       |
| DQ                                  | 7       | États-Unis        | Trell Kimmons, Justin Gatlin, Tyson Gay, Ryan Bailey                        | DQ      | NR       |
| Médaille d'argent, Jeux olympiques  | 9       | Trinité-et-Tobago | Keston Bledman, Marc Burns, Emmanuel Callender, Richard Thompson            | 38 s 12 |          |
| Médaille de bronze, Jeux olympiques | 3       | France            | Jimmy Vicaut, Christophe Lemaitre, Pierre-Alexis Pessonneaux, Ronald Pognon | 38 s 16 |          |
| 4                                   | 4       | Japon             | Ryōta Yamagata, Masashi Eriguchi, Shinji Takahira, Shōta Iizuka             | 38 s 35 |          |
| 5                                   | 8       | Pays-Bas          | Brian Mariano, Churandy Martina, Giovanni Codrington, Patrick van Luijk     | 38 s 39 |          |
| 6                                   | 2       | Australie         | Anthony Alozie, Isaac Ntiamoah, Andrew McCabe, Joshua Ross                  | 38 s 43 |          |
| NC                                  | 5       | Canada            | Gavin Smellie, Oluseyi Smith, Jared Connaughton, Justyn Warner              | DQ      | R 163.3a |

,,,.

### Séries (10 août)
Il y a eu deux séries. Les trois premiers de chaque course et les deux meilleurs temps se sont qualifiés pour la finale.
| Rang | Pays                       | Athlète                                                              | Temps          |
| ---- | -------------------------- | -------------------------------------------------------------------- | -------------- |
| 1    | Jamaïque                   | Nesta Carter Michael Frater Yohan Blake Kemar Bailey-Cole            | 37 s 39 Q (SB) |
| 2    | Canada                     | Gavin Smellie Oluseyi Smith Jared Connaughton Justyn Warner          | 38 s 05 Q (SB) |
| 3    | Pays-Bas                   | Brian Mariano Churandy Martina Giovanni Codrington Patrick van Luijk | 38 s 29 Q (NR) |
| 4    | Brésil                     | Aldemir da Silva Junior Sandro Viana Nilson Andre Bruno de Barros    | 38 s 35 (SB)   |
| 5    | Chine                      | Guo Fan Liang Jiahong Su Bingtian Zhang Peimeng                      | 38 s 38 (NR)   |
| 6    | Saint-Christophe-et-Niévès | Lestrod Roland Jason Rogers Antoine Adams Brijesh Lawrence           | 38 s 41 (NR)   |
| 7    | Italie                     | Simone Collio Jacques Riparelli Davide Manenti Fabio Cerutti         | 38 s 58 (SB)   |
|      | Grande-Bretagne            | Christian Malcolm Dwain Chambers Daniel Talbot Adam Gemili           | disqualifié    |

| Rang | Pays              | Athlète                                                                  | Temps          |
| ---- | ----------------- | ------------------------------------------------------------------------ | -------------- |
| 1    | États-Unis        | Jeff Demps Darvis Patton Trell Kimmons Justin Gatlin                     | 37 s 38 Q (NR) |
| 2    | Japon             | Ryota Yamagata Masashi Eriguchi Shinji Takahira Shota Iizuka             | 38 s 07 Q (SB) |
| 3    | Trinité-et-Tobago | Richard Thompson Marc Burns Emmanuel Callender Keston Bledman            | 38 s 10 Q (SB) |
| 4    | France            | Jimmy Vicaut Christophe Lemaitre Pierre-Alexis Pessonneaux Ronald Pognon | 38 s 15 q      |
| 5    | Australie         | Anthony Alozie Isaac Ntiamoah Andrew McCabe Josh Ross                    | 38 s 17 q (AR) |
| 6    | Pologne           | Kamil Masztak Dariusz Kuć Robert Kubaczyk Kamil Kryński                  | 38 s 31 (NR)   |
| 7    | Allemagne         | Julian Reus Tobias Unger Alexander Kosenkow Lucas Jakubczyk              | 38 s 37        |
| 8    | Hong Kong         | Tang Yik Chun Lai Chun Ho Ng Ka Fung Tsui Chi Ho                         | 38 s 61        |

## Légende
Records et Performances
- AR : Record continental (area record)
- CR : Record des championnats (championship record)
- MR : Record du meeting (meet record)
- NR : Record national (national record)
- OR : Record olympique (olympic record)
- PR : Record paralympique (paralympic record)
- PB : Record personnel (personal best)
- SB : Meilleure performance personnelle de la saison (season's best)
- WL : Meilleure performance mondiale de l'année (world leader)
- WJR : Record du monde junior (world junior record)
- WR : Record du monde (world record)

Circonstances et Conditions
- DNF : N'a pas terminé (did not finish)
- DNS : N'a pas pris le départ (did not start)
- DQ : Disqualification (disqualification)
- NM : Aucun essai valable enregistré (No Mark)
- Q : Qualifié « directement » au prochain tour (ou à la prochaine compétition), lors d'une compétition majeure, grâce au classement ou à la réalisation des minima (automatic qualifier)
- q : Qualifié au prochain tour (ou à la prochaine compétition), lors d'une compétition majeure, grâce au repêchage ou à la réalisation de l'une des meilleures performances parmi celles des « non qualifiés directement » (grâce au meilleur temps ou à la meilleure distance par exemple) (secondary qualifier)